# محمود العبيدي (فنان)
محمود العبيدي (مواليد 1966) هو فنان تشكيلي ورسام عراقي – كندي، عرضت أعماله على نطاق واسع في جميع أنحاء العالم. وهي جزء من المجموعة الدائمة لعدد من المتاحف والمؤسسات والمجموعات الخاصة المهمة، نظّم أكثر من 40 معرضًا في دول مختلفة.

## حياته
ولد محمود العبيدي في العاصمة العراقية بغداد عام 1966، أكمل دراسته الابتدائية والثانوية فيها، تخرج من كلية الفنون الجميلة في جامعة بغداد عام 1988، وأقام أول معرض شخصي له في كاليري رابطة الفنانين في تونس عام 1989، وتخرج من أكاديمية الفنون الجميلة في بغداد عام 1990، بعدها قرر مغادرة العراق وسافر الى الأردن ليقيم معرضه الشخصي في كاليري عالية في عمان عام 1991، قرر ان يسافر الى كندا للدراسة والعمل في نفس العام. حصل على شهادة الماجستير في الفنون الجميلة من جامعة غويلف في كندا عام 1999، وحصل على شهادة الدبلوم في الإعلام الجديد من جامعة رايرسون في تورنتو عام 1998، وحصل على شهادة في الإنتاج السينمائي من أكاديمية HIF السينمائية في لوس أنجلوس، حاصل على شهادة الماجستير في الفنون الجميلة. اقام معرض شخصي في كاليري ورد ان في سوهو في نيويورك واشترك في معرض مجموعة الالفية الفنية في هاغ في هولندا 1999.

## المعارض
شارك في معارض عربيّة وعالميّة بين أميركا الشمالية وأوروبا وصولاً إلى الهند، وتبنّت العديد من متاحف الفن المعاصر أعمالاً تعرض له في شكل دائم، بين كيبيك ولندن وعمان والدوحة والشارقة وبغداد.